# Waldemar Herdt
Waldemar Herdt (* 28. November 1962 in Sabelowka, Kasachische SSR) ist ein deutscher Politiker (parteilos, vormals PBC und AfD) sowie prorussischer Propagandist. Von 2017 bis 2021 war er Abgeordneter der AfD im 19. Deutschen Bundestag. Herdt war laut Tagesschau Teil eines evangelikalen Netzwerks der AfD, das unter anderem sexuelle Minderheiten bekämpfte.

## Werdegang
Waldemar Herdt wuchs als Angehöriger der russlanddeutschen Minderheit in der damaligen Sowjetrepublik Kasachstan auf und leitete dort als Agraringenieur eine Kolchose. 1993 wanderte er mit seiner Familie nach Deutschland aus. Er war drei Jahre Futtermeister in einem Schweinemastbetrieb in Neuenkirchen-Vörden. Mittlerweile ist Herdt in der Baubranche tätig.
Herdt gilt als sehr gläubig. Er engagiert sich in einer evangelikalen Gemeinde und war Mitglied des Bundesvorstands der Partei Bibeltreuer Christen, bevor er zur Alternative für Deutschland (AfD) wechselte. 
Seit 2016 ist er Mitglied des Gemeinderates von Neuenkirchen-Vörden. An dessen Sitzungen nahm er jedoch jahrelang nicht teil, was den Rat veranlasste, an Mitglieder, die mehr als fünf Monate lang bei keiner Sitzung erscheinen, keine Aufwandsentschädigung mehr zu zahlen.
Er gehörte als Beisitzer dem AfD-Kreisvorstand Cloppenburg-Vechta an. Innerhalb des Vereines „Christen in der AfD e. V.“ war er einer der beiden Sprecher der Region Nord (umfasst die Bundesländer Niedersachsen, Schleswig-Holstein, Hamburg und Bremen).
Bei der Bundestagswahl 2017 kandidierte Waldemar Herdt als Direktkandidat im Wahlkreis Osnabrück-Land und auf der niedersächsischen AfD-Landesliste, über die er in den Bundestag einzog. Dort war er Mitglied des Auswärtigen Ausschusses und des Ausschusses für Ernährung und Landwirtschaft, stellvertretender Sprecher der AfD-Landesgruppe Niedersachsen und des Arbeitskreises Religionspolitik in der AfD-Fraktion, Gründungsmitglied der Gruppe „Vertriebene, Aussiedler und deutsche Minderheiten“ innerhalb der AfD-Fraktion sowie Mitglied der deutschen Delegationen in der Interparlamentarischen Union und in der Ostsee-Parlamentarier-Konferenz.
Im März 2018 berichteten u. a. Kai Biermann und Astrid Geisler über Recherchen, wonach 18 Bundestagsabgeordnete der AfD rechtsextreme Mitarbeiter für ihre Mandatsaufgaben und parlamentarische Arbeit beschäftigen. Nach Recherchen des Magazins Focus stellte Herdt den „putintreuen Aktivisten“ Heinrich Groth ein, der „im Visier der Spionageabwehr des Bundesamts für Verfassungsschutz“ stehe. Groth hatte beispielsweise im Januar 2016 im Zusammenhang mit einer frei erfundenen Vergewaltigung eines Mädchens durch Flüchtlinge im Fall Lisa eine Demonstration mehrerer Hundert Russlanddeutscher und Rechtsextremisten vor dem Kanzleramt in Berlin angemeldet. Im Jahr 2019 entließ Herdt Heinrich Groth und stellte den russlanddeutschen Kulturschaffenden und freien Journalisten Edgar Seibel ein. Dieser kündigte allerdings schon nach kurzer Zeit, mit Hinweis auf eine unerträgliche Atmosphäre am Arbeitsplatz.
Bei der Europawahl 2019 trat Herdt für die christlich-konservative, EU-skeptische Centra Partija in Lettland an.
Zur Bundestagswahl 2021 kandidierte Herdt erneut für ein Direktmandat, diesmal im Wahlkreis Cloppenburg – Vechta, erhielt jedoch keinen Platz auf der Landesliste. Er erhielt in seinem Wahlkreis 7,75 % der Erststimmen und verpasste somit den Einzug in den Bundestag.
Herdt war Mitglied des AfD-nahen „Koordinierungszentrums der Russlanddeutschen“ und bevollmächtigter Sprecher des „Internationalen Konventes der Russlanddeutschen“. Er ist Vorsitzender des 2018 gegründeten „Internationalen Volksrats der Russlanddeutschen“.
Herdt baut ein weltweit operierendes Netzwerk aus fundamentalistischen Christen auf, dessen Ziel es ist, die Rechte sexueller Minderheiten durch Einflussnahme auf die Gesetzgebung einzuschränken. Er war Vorsitzender der von der AfD im Bundestag gegründeten „Interparlamentarischen Menschenrechtskommission“ (IPMK), die sich nach eigenen Angaben für „christlich-konservative Werte“ einsetzt, deren primäres Ziel es jedoch ist, Resolutionen auszuarbeiten, die auf die Einschränkung der Rechte sexueller Minderheiten abzielen. Herdt unterhält enge, freundschaftliche Verbindungen zum lettischen Prediger Alexey Ledyaev, Kopf der evangelikalen Gruppierung „Watchmen on the Wall“, die sich dem Kampf gegen Homosexuelle verschrieben hat, sowie Verbindungen zum brasilianischen Prediger und Politiker Marco Feliciano, der in seinem Land als wichtigstes Bindeglied zwischen Freikirchen und der Politik gilt und wiederholt durch rassistische und homophobe Äußerungen auffiel.
Bei einer AfD-Parteiveranstaltung im Jahre 2021 in Belm verglich Herdt die Pflicht, aufgrund von Covid-19 eine Mund-Nasen-Bedeckung zu tragen, mit dem Judenstern im NS-Staat. Die Staatsanwaltschaft Osnabrück leitete ein Prüfverfahren ein; im Raum stand demnach eine Straftat nach Paragraf 130 (Volksverhetzung) des Strafgesetzbuches.
2021 begrüßte Herdt mit seinen Parteifreunden Maximilian Krah und Petr Bystron den Putin-nahen Oligarchen Wiktor Medwedtschuk im Deutschen Bundestag. In einer russischen Propagandashow, die seit September 2022 aus Belarus sendet und von der Ehefrau des Medwedtschuk-Vertrauten Oleg Voloshyn moderiert wird, trat Herdt bislang (Stand Ende Dezember 2024) 19-mal auf.
Zur Landtagswahl in Niedersachsen 2022 am 9. Oktober 2022 kandidierte er erfolglos im Landtagswahlkreis Vechta als Direktkandidat der AfD.
Im Juli 2024 trat Herdt aus der AfD aus.

## Positionen
Im November 2017 beantragte Herdt gemeinsam mit Roman Reusch und Norbert Kleinwächter im Bundestag die Förderung der Rückkehr syrischer Flüchtlinge, mit der Begründung, die Sicherheitslage in großen Teilen Syriens habe sich in den vergangenen Monaten substantiell verbessert. Sie beriefen sich dabei auf die International Organization for Migration (IOM), wonach „allein in den ersten sieben Monaten des Jahres 2017 insgesamt über 600.000 Syrer“ in ihre Heimat zurückgekehrt wären, und forderten, die Bundesregierung solle ein Abkommen mit dem syrischen Diktator Baschar al-Assad schließen, damit Flüchtlinge von nun an wieder „sicher und kostenfrei“ in das Bürgerkriegsland ziehen könnten. Die IOM hatte zwar eine Meldung unter einer derartigen Überschrift veröffentlicht, doch an Stelle einer besseren Sicherheitslage beschrieb dieser das Gegenteil: 93 % dieser 600.000 Menschen hatten laut IOM Syrien gar nicht erst verlassen, sie waren innerhalb des Landes geflüchtet. Im selben Zeitraum seien zudem mehr als 800.000 Syrer vertrieben worden. 10 % der Rückkehrer hätten ein zweites Mal fliehen müssen. Der Bericht schloss, eine Heimkehr sei „nicht unbedingt freiwillig, sicher oder nachhaltig“ (englisch: „not necessarily voluntary, safe or sustainable“). Laut neuesten IOM-Zahlen mussten zwischen Januar und Oktober sogar fast 1,5 Millionen Menschen innerhalb Syriens fliehen. Die Abgeordneten der übrigen Fraktionen reagierten mit Kopfschütteln, sie warfen der AfD „Zynismus“ und „Taschenspielertricks“ vor. In der Süddeutschen Zeitung wurde die Vorstellung des Antrags mit „Alternative Fakten für Deutschland“ betitelt, der BR nahm eine veränderte Debattenkultur wahr, auch der MDR berichtete von einer neuen Streitkultur, zu der „laute und schrille Töne sowie Provokationen“ zählen würden. Im Kontext seines Auftritts im russischen Fernsehen schrieb n-tv im Januar 2023: In seiner vierjährigen Zeit als Bundestagsabgeordneter für die AfD fiel Waldemar Herdt unter anderem durch antisemitische Äußerungen und religiösen Extremismus auf. Jetzt spricht der gebürtige Kasache im russischen Staatssender Rossija 1, wo er Verschwörungsmythen im Sinne des Kreml verbreitet.

## Privates
Herdt ist verheiratet und Vater von vier Kindern. Er ist Mitglied der Pfingstgemeinde Lebensquelle in Osnabrück.